# Heinz Kremers
Heinz Kremers (* 19. Oktober 1926 in Rheydt; † 26. Mai 1988 in Moers) war ein deutscher evangelischer Theologe und Theologie-Professor.
Kremers studierte nach seinem Abitur am Gymnasium Odenkirchen Evangelische Theologie in Wuppertal, Tübingen und Göttingen und war ab 1954 als Pfarrer tätig. 1959 wurde Kremers ordentlicher Professor an der Pädagogischen Akademie in Kettwig und nach deren Verlegung nach Duisburg 1968 an der Pädagogischen Hochschule Ruhr, die 1972 in die neu gegründete Universität-Gesamthochschule Duisburg integriert wurde.
Kremers gehörte dem Kuratorium des 1961 gegründeten Bundesverbands Deutsch-Israelische Studiengruppen (BDIS) an. Für seinen intensiven Einsatz für den christlich-jüdischen Dialog und die deutsch-jüdische Verständigung wurde Kremers 1986 die Buber-Rosenzweig-Medaille verliehen.

## Werke (Auswahl)
- Juden und Christen lesen dieselbe Bibel. Braun, Duisburg 1973. ISBN 3870961228
- Nes Ammim. Ein christliches Experiment in Israel (gemeinsam mit Simon Schoon). Neukirchener Verlagsanstalt, Neukirchen-Vluyn 1978. ISBN 378870537X
- Judenmission heute? Von der Judenmission zum ökumenischen Dialog. Neukirchener Verlagsanstalt, Neukirchen-Vluyn 1979. ISBN 378870599X
- Martin Luther und die Juden – die Juden und Martin Luther. Neukirchener Verlagsanstalt, Neukirchen-Vluyn 1985, 1987 (2. Auflage). ISBN 3788707518